# Salina Cruz
Salina Cruz est une ville du Mexique. C’est un important port du Pacifique sur la côte de l'état de Oaxaca. C’est aussi la troisième plus grande ville de l’État et le siège de la municipalité du même nom. Elle fait partie du district de Tehuantepec (en) dans l'ouest de la région de l'Isthme. Au recensement de 2005, la ville avait une population de 71,314 personnes, tandis que sa municipalité, avec une superficie de 113,55 km2 avait une population de 76 219.

## Histoire
Au début du XXe siècle, en parallèle à la construction du chemin de fer permettant la traversée de l'isthme de Tehuantepec, un port en eau profonde fut aménagé de manière artificielle, avec la construction de deux digues de part et d'autre d'une petite baie, à l'aide de pierres issues des piémonts de la sierra Madre de Oaxaca. Le lieu de construction du port de Salina Cruz n'est en effet pas celui de l'embouchure d'un fleuve pouvant offrir des profondes à l'abri des puissantes vagues du Pacifique, et les digues devaient servir de brise-lames. Ces travaux furent effectués sous la direction de l'homme d'affaires britannique Weetman Pearson, et de son entreprise familiale S. Pearson & Son ; l'inauguration de l'ensemble eut lieu en 1907.

## Géographie

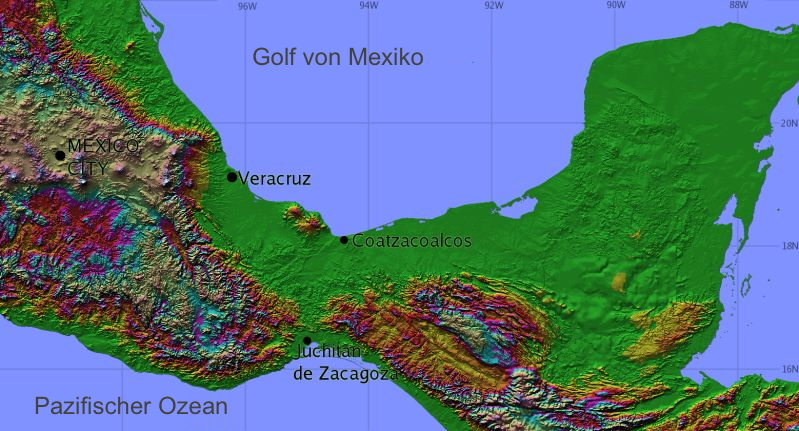
Carte de l'Isthme de Tehuantepec. Salina Cruz à côté se trouve de Juchitan.

La ville de Salina Cruz se trouve dans la partie sud-est de l'État de Oaxaca, au bord de l'Océan Pacifique. Elle est le débouché sud de l'Isthme de Tehuantepec, et est établie à l'extrémité orientale de la chaîne de montagne de la Sierra Madre del Sur. Plus au nord se trouve une autre chaîne de montagnes, d'origine volcanique, la cordillère Néovolcanique. Bien que la ville ne soit pas située directement sur ses rives, elle se trouve juste à l'ouest du fleuve Tehuantepec. Plus à l'est se trouve la Laguna Superior.

## Économie

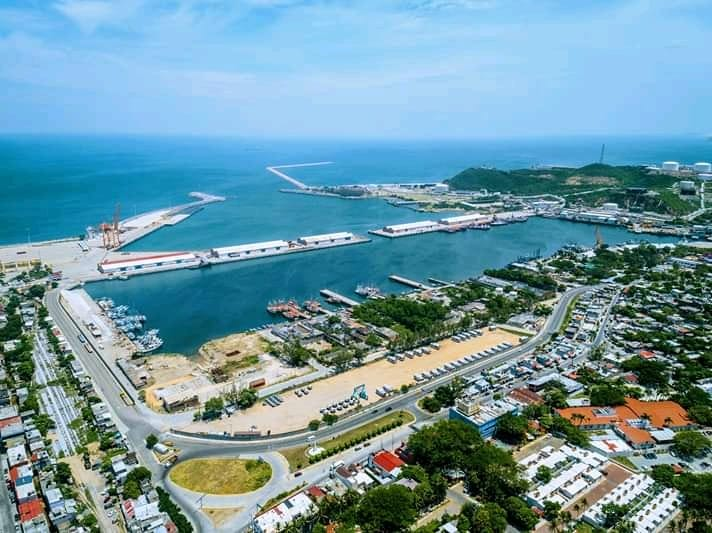
Vue du port de Salina Cruz.

La ville possède une raffinerie de pétrole dénommée Antonio Dovalí Jaime. Détenue par la compagnie Pemex, elle a connu un accident industriel en mai 2023.
La ville est dotée d'un port industriel et commercial recevant notamment des tankers pétroliers et chimiques. Son tirant d'eau est de 12,8 mètres, lui permettant d'accueillir des navires d'une longueur maximale de 340 mètres, pour une capacité maximale de 319616 tonnes.
Salina Cruz possède un chantier naval, géré par la compagnie Astilleros de la Secretaría de Marina (es). Selon la classification de la "direction générale des constructions navales", il est dénommé ASTIMAR 20.

## Transports
Un chemin de fer, construit entre décembre 1899 et janvier 1907, permet la traversée de l'Isthme de Tehuantepec, entre Salina Cruz et Coatzacoalcos, localité située dans le golfe du Mexique. Cette ligne est gérée aujourd'hui par la compagnie Ferrocarril del Istmo de Tehuantepec. Elle sert également au trafic de marchandises avec le port de Coatzacoalcos, permettant ainsi d'assurer l'intermodalité du fret entre les deux océans Atlantique et Pacifique.